# Quartier Maurepas - Patton
Pour les articles homonymes, voir Maurepas.
Le quartier Maurepas - Patton est un quartier rennais situé au nord de la ville. Il est délimité à l'ouest par le canal Saint-Martin et au sud par la rue de Fougères.
Comme tout quartier rennais, il est subdivisé en sous-quartiers, s'approchant d'ailleurs plus de la véritable définition de quartiers :
- Maurepas
- Motte-Brûlon
- Bellangerais
- Saint-Laurent
- Gayeulles

## Géographie

### Situation
|                                                          | Saint-Grégoire                                      | Betton                                                           |
| Rennes, quartier Nord - Saint-Martin                     | quartier Maurepas - Patton - Bellangerais, à Rennes | Cesson-Sévigné                                                   |
| Rennes, quartier Thabor - Saint-Hélier - Alphonse Guérin |                                                     | Rennes, quartier Jeanne d'Arc - Longs-Champs - Atalante Beaulieu |

## Historique
Le quartier de Maurepas voit le jour en 1927 avec le projet municipal de construction d'une école et d'un jardin public, sur les terres de la ferme du Tronchet. Le boulevard Paul-Painlevé est créé via le plan d'extension de 1928 afin de desservir la future école.
En 1930, la ville fait l'acquisition de la parcelle de la société Bernheim Frères et Fils et y aménage le parc de Maurepas, desservi par la rue Georges-Courteline. Cette voie sera prolongée vers l'est en 1937. En 1934, l'ouverture du boulevard Raymond-Poincaré, constitue l'axe majeur où sont créés plusieurs lotissements sur les anciennes terres de la ferme du Tronchet. 
À la suite de la destruction des cités d'urgence établies au sud et à l'est du quartier, l'achèvement du boulevard Alexis-Carrel, au milieu du XXe siècle, relie désormais le quartier à celui de Jeanne d'Arc.
La réhabilitation du quartier se poursuit dans les années 1980, du fait de son statut de quartier prioritaire. D'après le Contrat de la métropole rennaise de 2015 à 2020, en dépit des premières interventions dans le cadre de rénovation urbaine, Maurepas reste un quartier fragile d'un point de vue urbain et social.
En 2022 le quartier connaît plusieurs événements d’une violence extrême avec notamment des policiers qui se font tirer dessus au pistolet semi-automatique.

## Maurepas
Délimité au sud par la rue de Fougères, à l'ouest par le Canal Saint-Martin et au nord par la rue du Gast, il est traversé par l'Avenue de Rochester qui constitue d'ailleurs la limite entre Gros-Chêne au sud, et Le Gast au nord. C'est un quartier composé essentiellement de grands ensembles. Il fut construit comme zone d'habitation à partir de 1956 puis dans le cadre d'une zone à urbaniser en priorité (ZUP) à partir de 1959, et ce jusqu'en 1966. Concernant le sud du quartier, on y trouve en bas des immeubles de nombreux parcs : jardin du Bonheur, jardin de l'Europe, jardin Arc-en-Ciel etc.
Pour ce qui est du Gast, le quartier est marqué en son centre par un pôle commercial, lui-même étant dans le périmètre d'une vaste opération d'urbanisme (ZAC Maurepas-Gayeulles) visant à repenser complètement ce secteur, en lien avec l'arrivée de la seconde ligne de métro (station Les Gayeulles qui sera au cœur du quartier, près du pôle commercial.
En attendant l'arrivée du métro, le quartier est traversé par les lignes 9 et 14 tandis que la ligne C5 dessert l'ouest de Maurepas sur l'avenue Patton, la ligne C2 l'est sur la rue de Fougères, et la ligne C3 la partie Maurepas-Gayeulles.

### Commerces et équipements
- Salle Guy Ropartz
- Stations de métro Les Gayeulles et Gros-Chêne
- Bibliothèque Maurepas
- Ludothèque Maurepas
- Centre commercial Le Gast (Intermarché Contact)
- Centre commercial Gros-Chêne (Super U)
- Groupe scolaire Les Gantelles
- Groupe scolaire Trégain
- Hôpital de jour du Gast
- Musée Maurepas

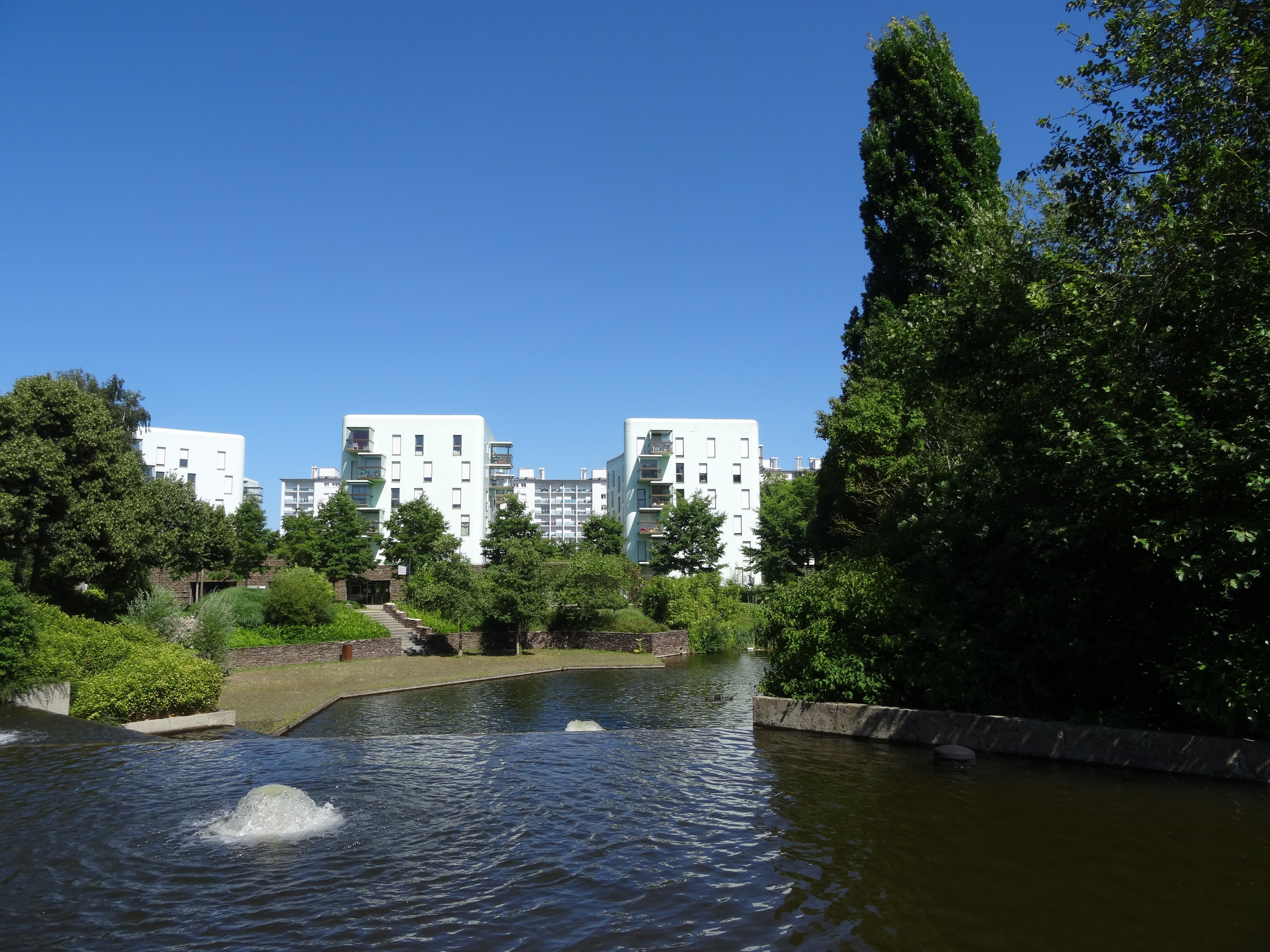
Jardin d'Almaty
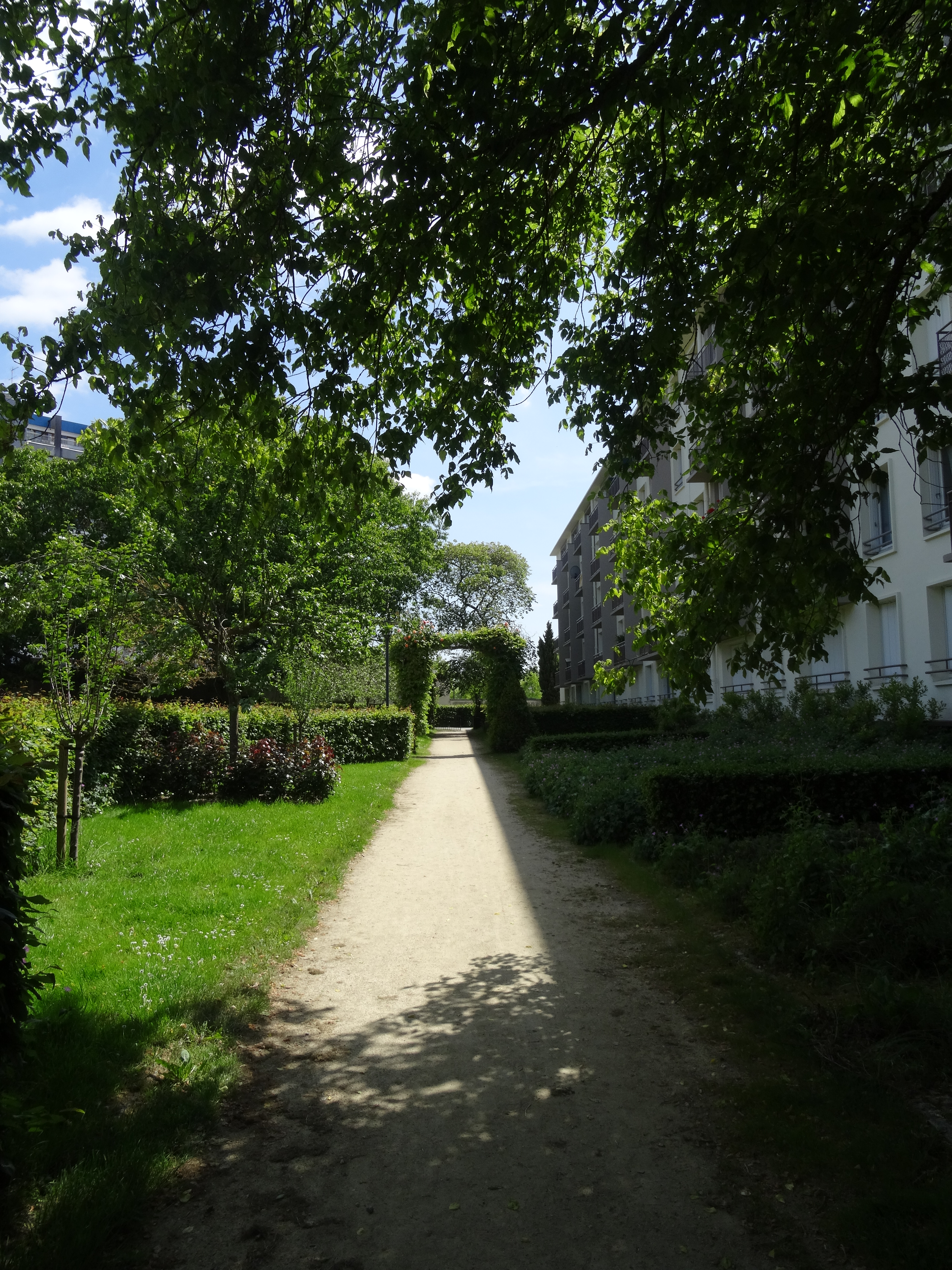
Jardin du Bonheur
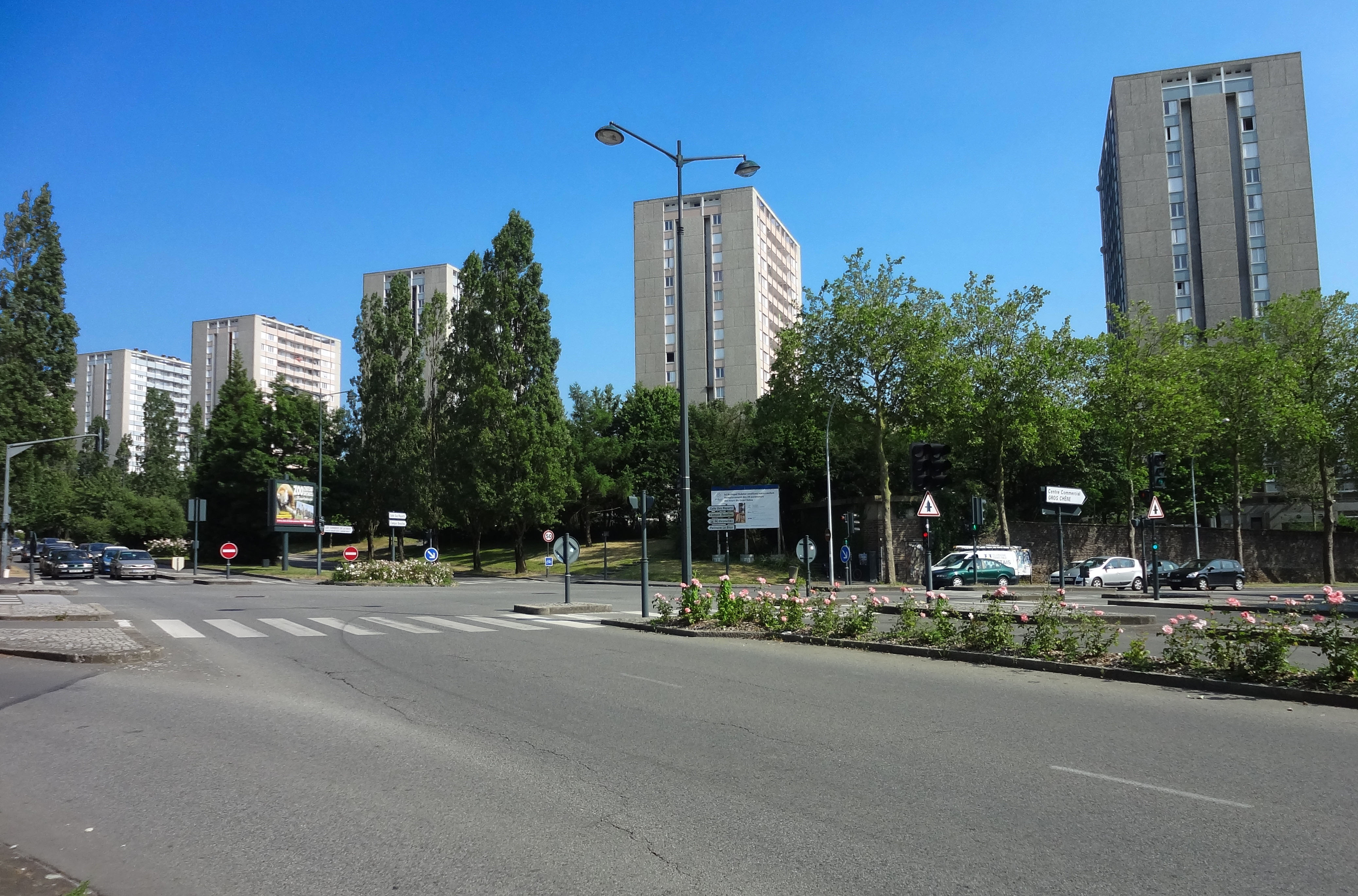
Les tours du Gros-Chêne
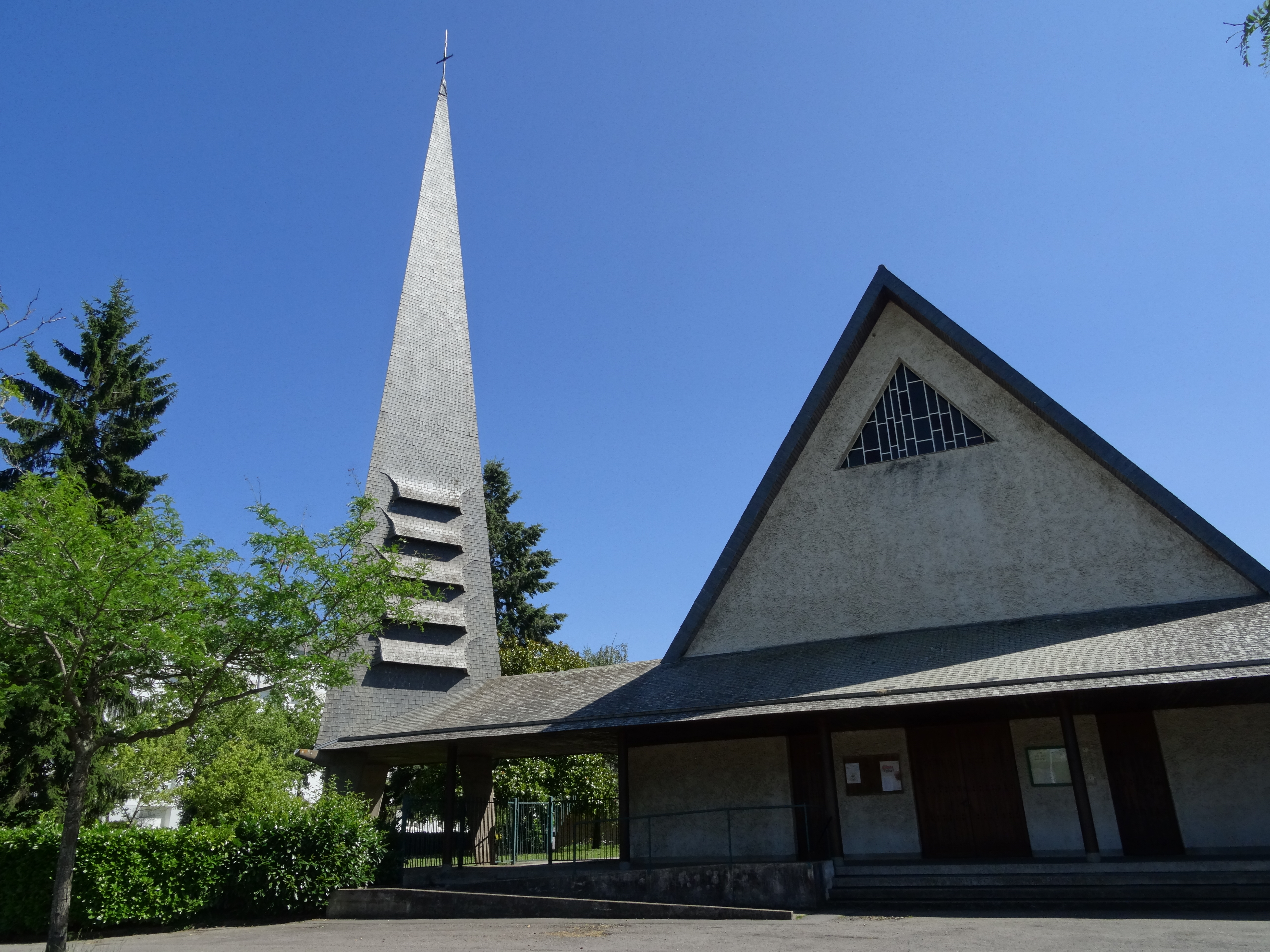
Eglise Saint-Jean Marie Vianney

### Voies principales
- rue Guy Ropartz
- boulevard Emmanuel Mounier
- avenue Rochester
- rue de Trégain

## Motte-Brûlon
Ce quartier est délimité au nord par le boulevard d'Armorique, à l'ouest et au sud par l'Ille et enfin à l'est par l'avenue Patton et la rue d'Antrain, jusqu'au carrefour avec le boulevard de la Duchesse Anne. Le nom du quartier vient de la rue éponyme qui forme son axe principal. Ce nom découle d'un édifice située à l'angle de l'avenue Patton et du boulevard d'Armorique, la chapelle Notre-Dame-des-Brûlons, un oratoire datant de 1878 lui-même construit sur le site d'une ancienne chapelle de 1472.
Sur sa partie centrale, le quartier de la Motte-Brûlon est principalement résidentiel, avec une majorité de maisons individuelles mais aussi quelques immeubles, qui s'articulent sur la rue de la Motte-Brûlon et les rues perpendiculaires qui y convergent. On y trouve néanmoins une petite zone tertiaire, le parc de la Mettrie, face au boulevard d'Armorique. La rue de la Motte-Brûlon est finalement le seul axe à traverser le quartier, le reste de la trame viaire étant principalement constitué de voiries partagés. La partie centrale du quartier est séparée de la partie orientale par la coulée verte, vestige d'un projet de route abandonné. La coulée verte permet ainsi une liaison douce au nord vers le quartier de la Bellangerais et au sud vers Saint-Martin et plus précisément les prairies Saint-Martin. 
Les commerces et activités sont de fait plutôt situés plutôt aux extrémités du quartier, d'une part à l'est, sur l'avenue Patton, qui forme la limite avec Maurepas, et d'autre part à l'ouest dans le secteur Armorique. À partir de 2012 le quartier connait en effet une profonde mutation avec la ZAC Armorique, visant à densifier et diversifier le quartier près du boulevard d'Armorique, sur un ancien site industriel, en y amenant notamment des immeubles de bureaux et de logements. On trouve donc dorénavant dans la partie ouest du quartier des commerces et des activités.
L'est du quartier voit la présence de deux établissements scolaires, d'une part le lycée Saint-Jean-Baptiste de La Salle et d'autre part le collège Clotilde Vautier. A ces deux entités s'ajoutent les Cadets de Bretagne qui occupent l'extrême sud du quartier.
La Motte-Brûlon est desservie sur sa limite est, avenue Patton par les lignes C5, 51 et 71, sur sa limite nord, boulevard d'Armorique, par la ligne 14. Ce n'est qu'à la rentrée 2015 que le cœur du quartier est desservi par la ligne 36, qui dessert la rue de la Motte-Brûlon.

### Commerces et équipements
- Complexe sportif Motte-Brûlon
- Collège public Clotilde Vautier (anciennement la Motte Brûlon)
- Lycée De La Salle
- Cadets de Bretagne

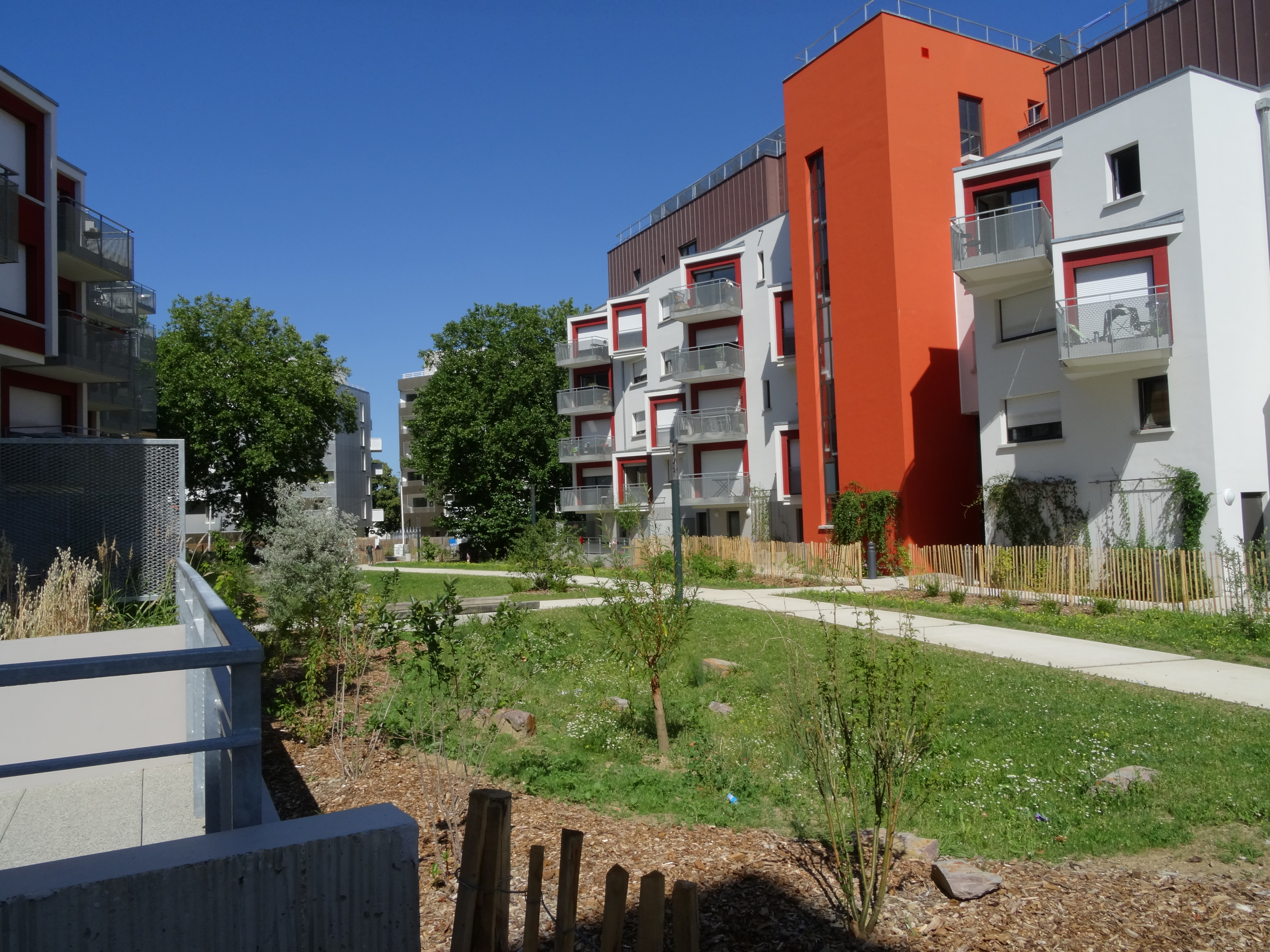
L'Armorique
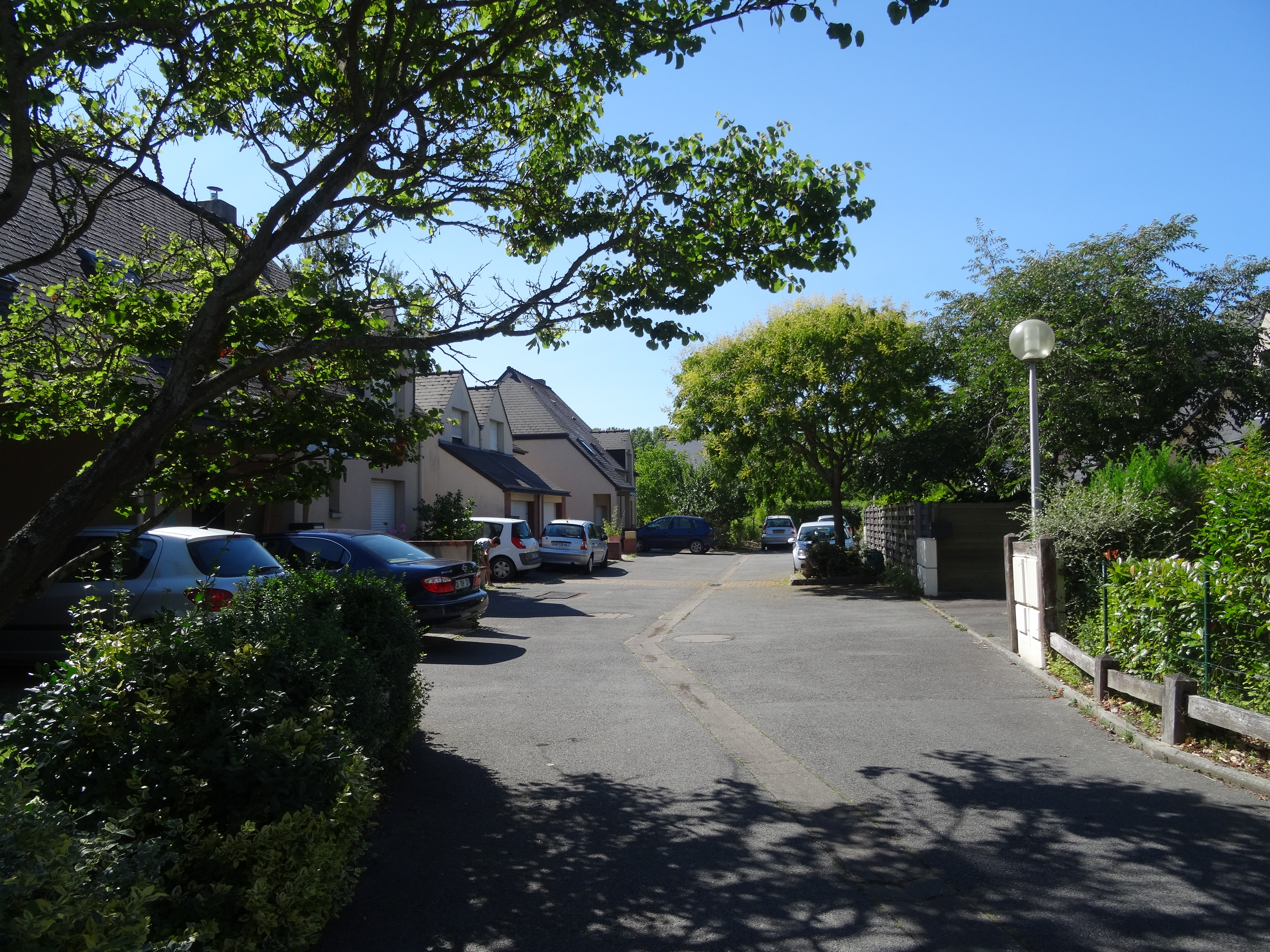
Voirie partagée typique du quartier
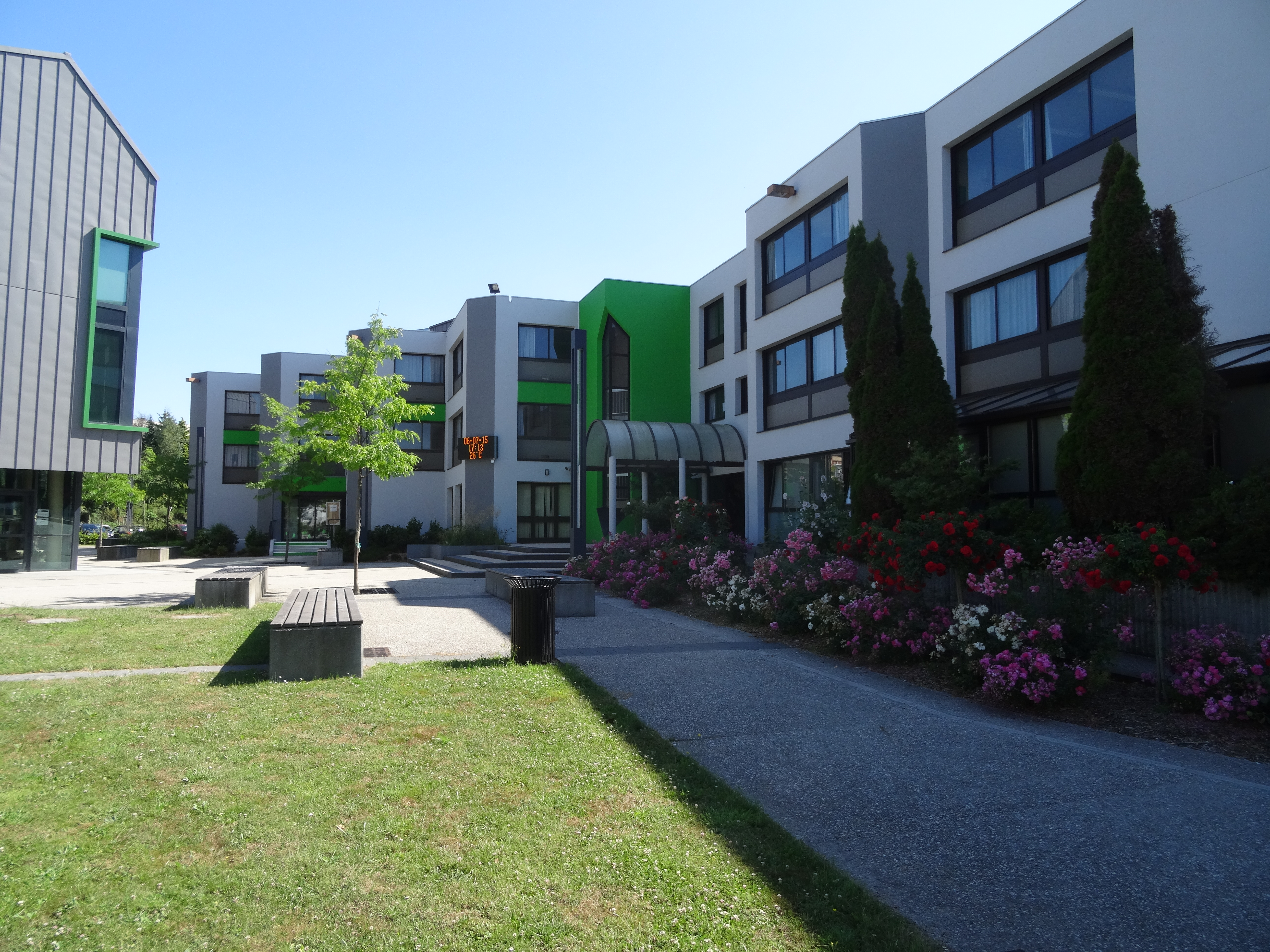
Lycée de La Salle
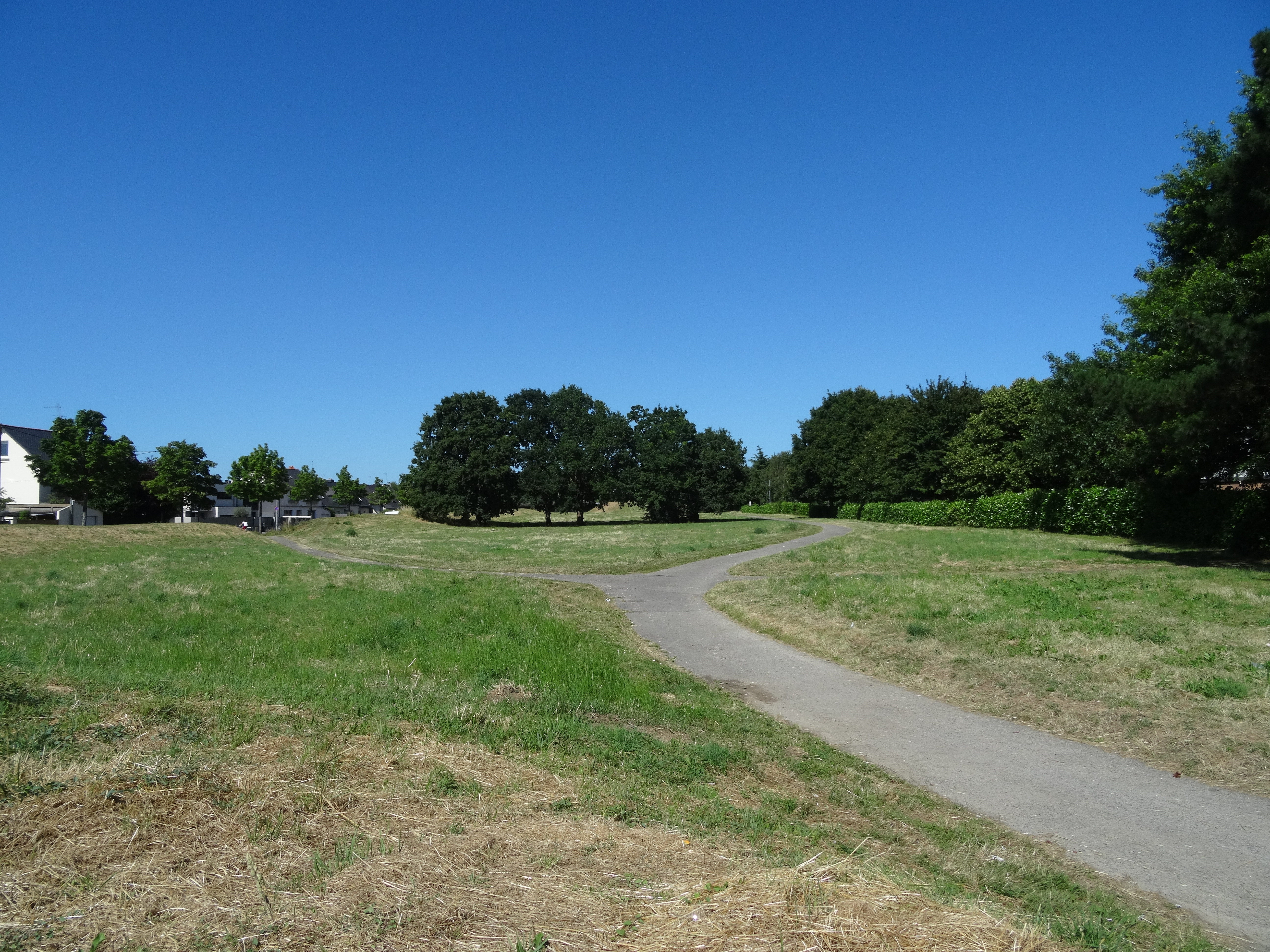
La coulée verte en direction de La Bellangerais

### Voies principales
- boulevard d'Armorique
- rue de la Motte-Brûlon
- rue René-Louis Gallouedec
- rue de la Taurellerie

## Bellangerais
Le quartier, parfois appelé Patton, du nom de l'avenue qui le borde à l'ouest, se situe au nord du boulevard d'Armorique et au Sud de la rocade Nord.
Le manoir de la Bellangerais, mentionné au XIVe siècle, appartient, au XIXe siècle, à la famille Le Bastard, puis à celle de P. Artur, directeur de l'Ouest-Eclair. Celui-ci créa des jardins familiaux pour les employés du journal. Les terres du domaine étaient encore exploitées dans les années 70, principalement comme vergers. Le quartier est d'époque plus récente que celui de la Motte-Brûlon mais de même on y trouve surtout une zone résidentielle traversée par la coulée verte.
Le cœur du quartier est desservi par la ligne C3 et la ligne 14, tandis que l'avenue Patton est parcourue par les lignes 51 et 71.

### Commerces et équipements
- Conseil régional de Bretagne
- Bibliothèque La Bellangerais
- Centre commercial Bellangerais
- Stade de la Bellangerais

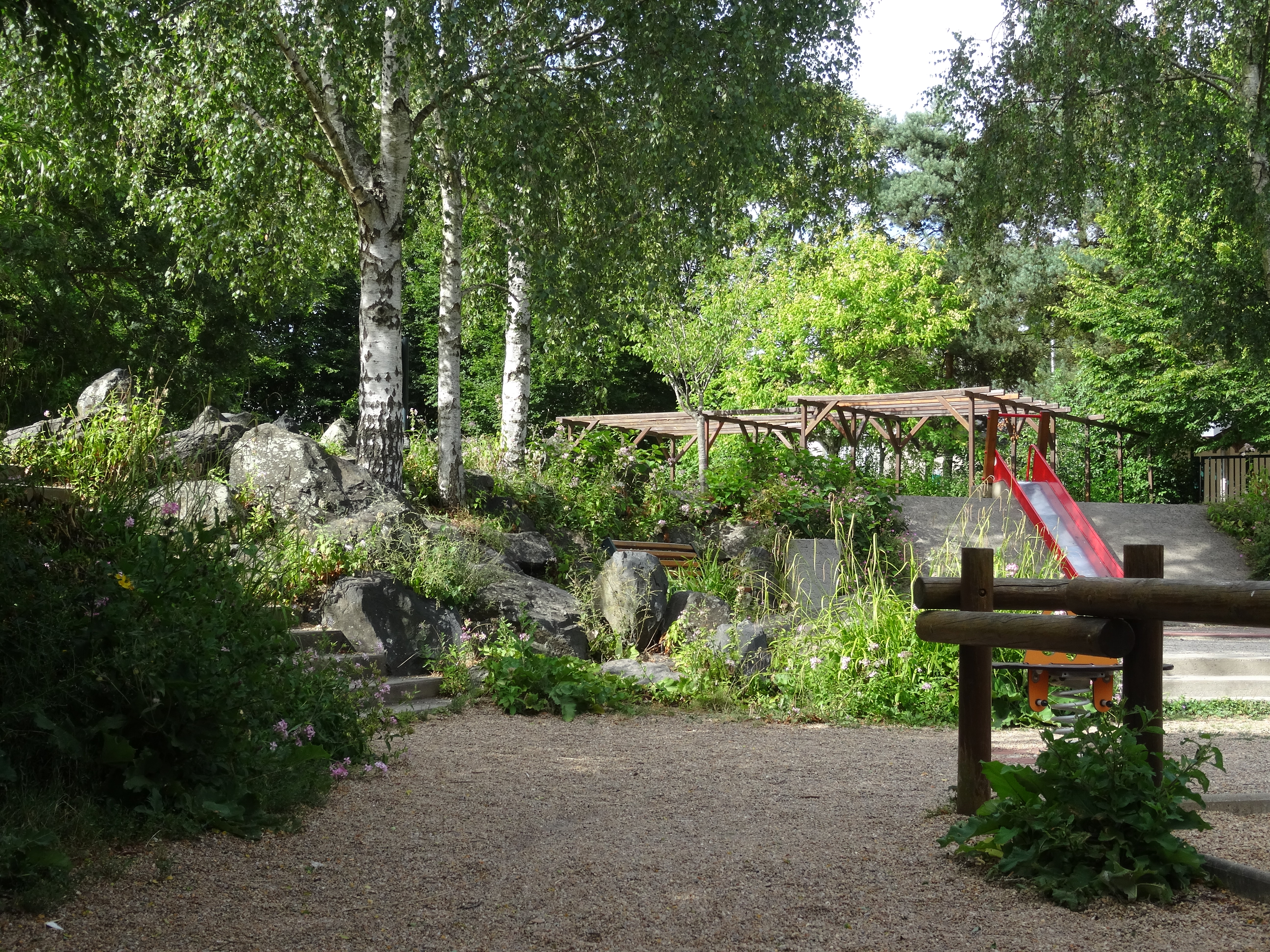
Parc de Sibiu
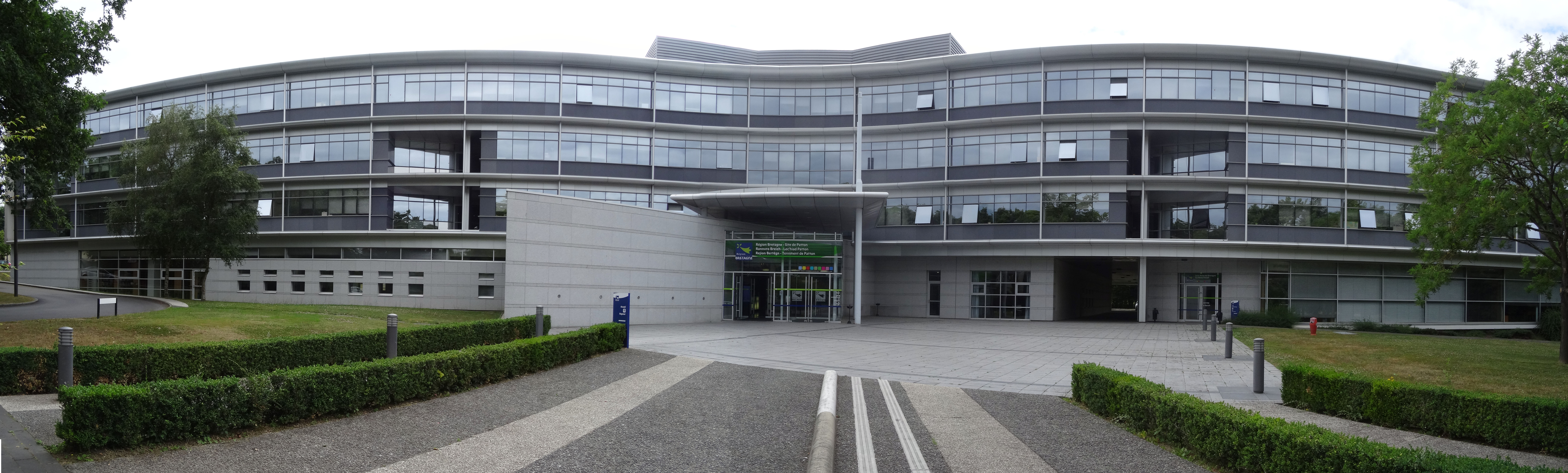
Conseil régional de Bretagne
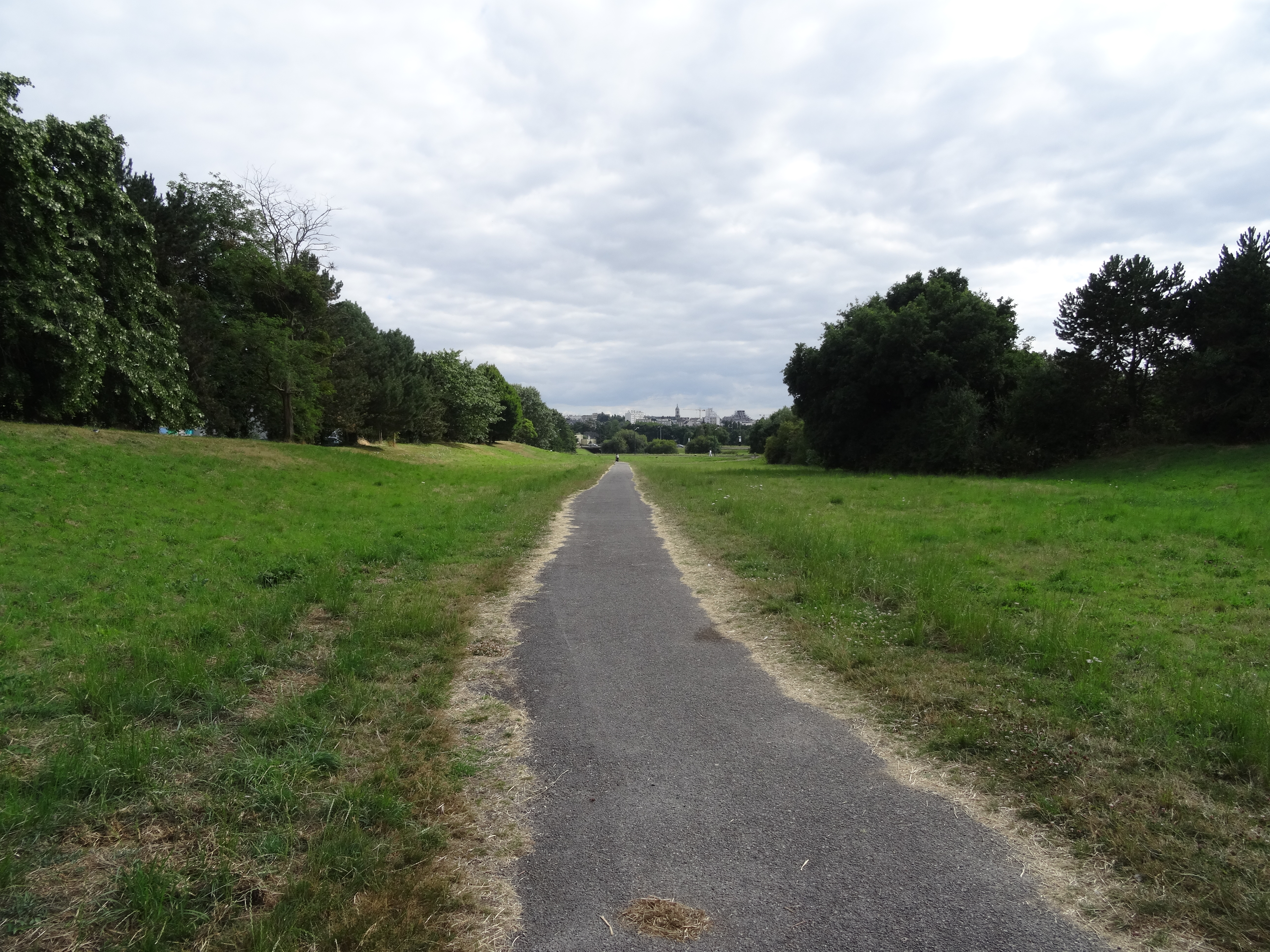
La coulée verte, au fond le centre-ville
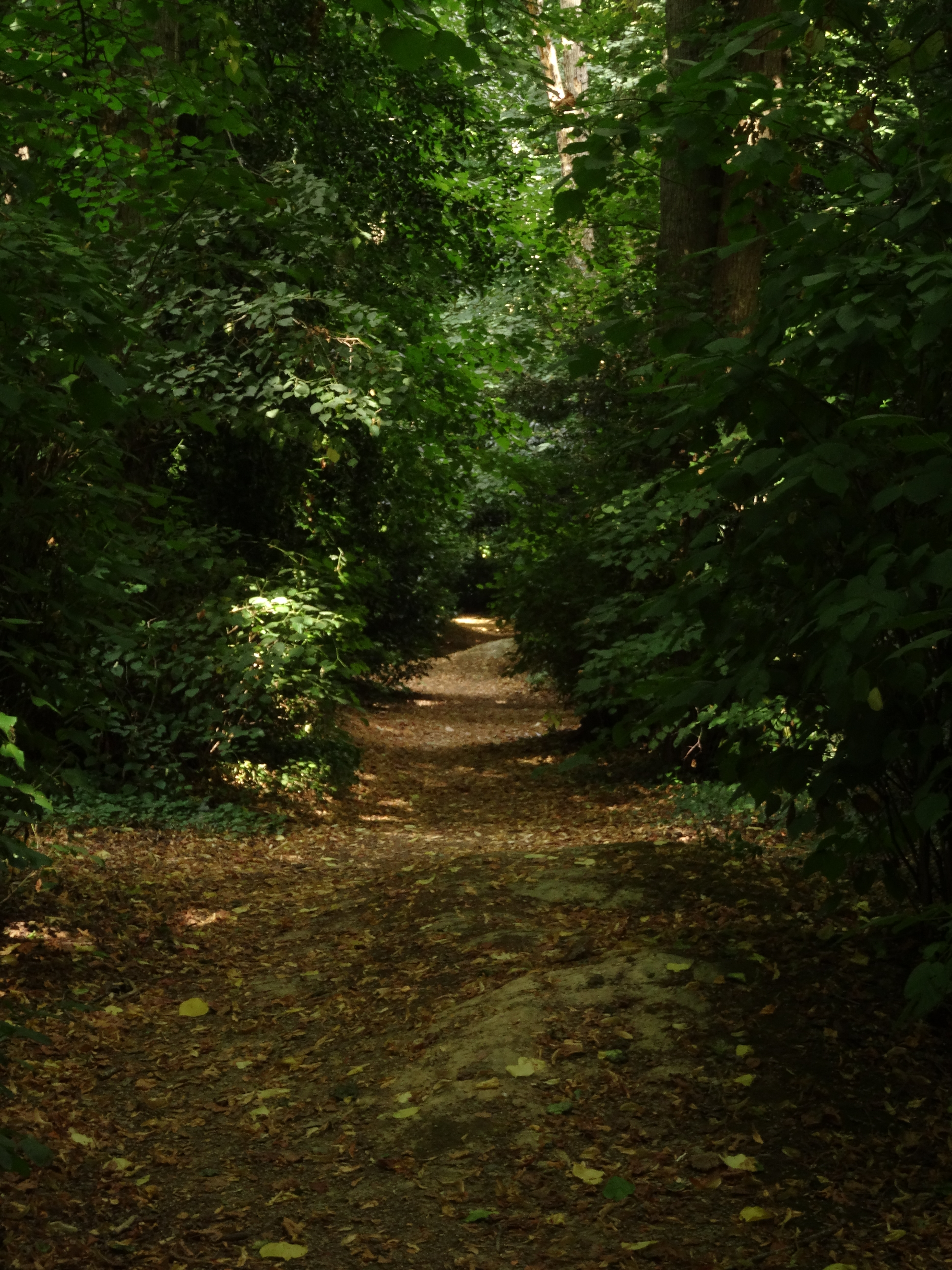
Maison de quartier La Bellangerais
- Groupe scolaire Jules Ferry
- Groupe scolaire Jules Isaac
- La Tauvrais

- Parc de Sibiu
- Conseil régional de Bretagne
- La coulée verte, au fond le centre-ville
- Parc de la Tauvrais

### Voies principales
- avenue des Monts d'Arrée
- avenue du Général Georges S. Patton
- rue du Morbihan

## Saint-Laurent
Situé entre l'avenue Patton et l'avenue des Gayeulles, il s'agit d'une petite zone résidentielle entourant la polyclinique Saint-Laurent. Le quartier est composé à la fois de logement collectifs, principalement situés à l'est du quartier, en face le parc des Gayeulles, tandis que l'on trouve des maisons individuelles sur la majeure partie du périmètre. Le quartier est desservi par les lignes C3, 9 et 14. Saint-Laurent a sans doute été à l'origine un faubourg séparé du centre de Rennes, si on en juge par quelques anciennes constructions telles que l'église et le cimetière. Le quartier est marqué par la présence d'un réseau d'espaces verts composé du jardin de Couesnon, jardin du Nançon, promenade des Petites Coures, jardin de la Héronnière, promenade de la Tamout.

### Commerces et équipements
- Centre commercial de la Héronnière
- Polyclinique Saint-Laurent
- Institut médico-éducatif L'Espoir
- Centre socio-culturel des Longs-Prés

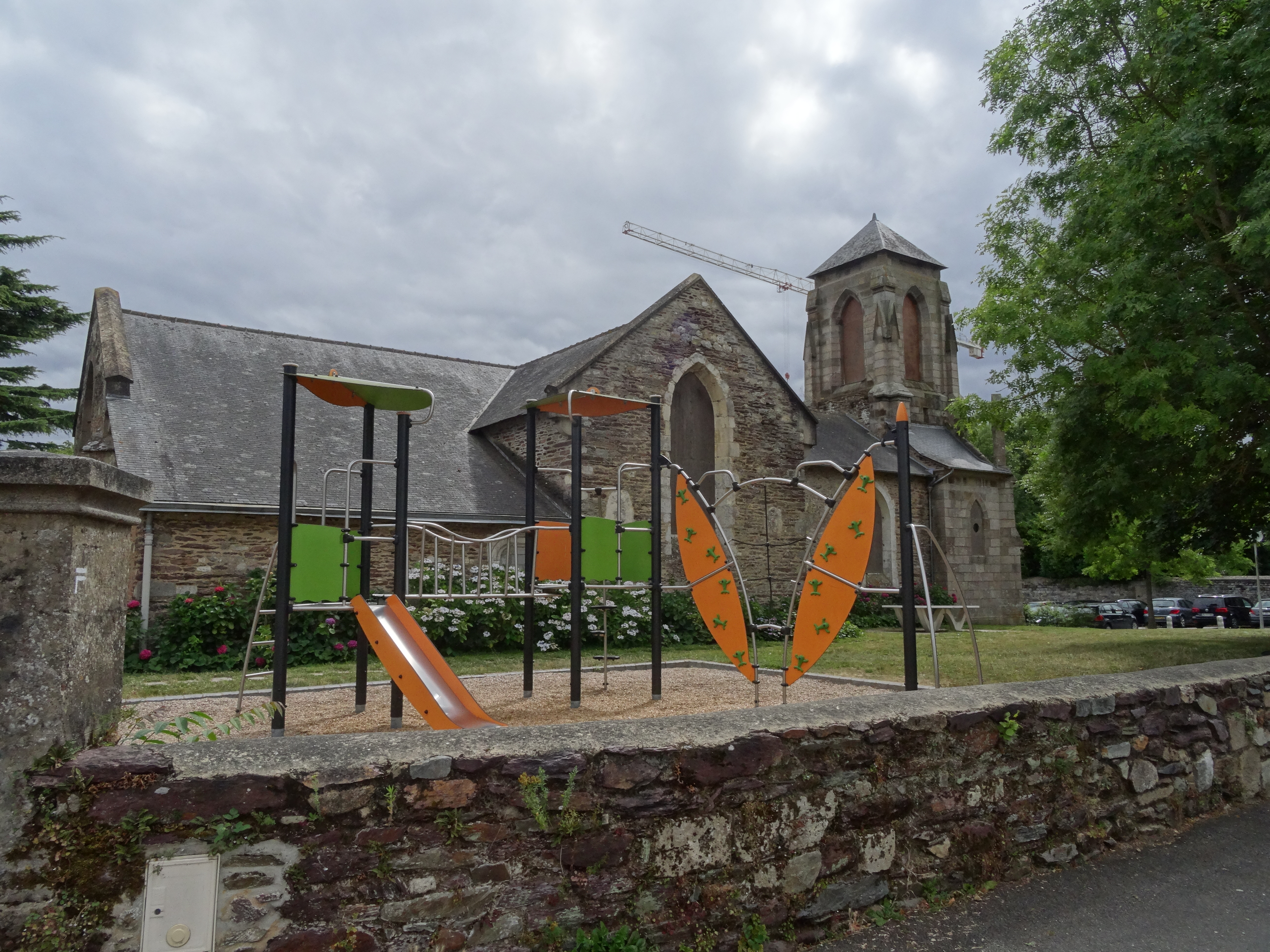
Église de Saint-Laurent
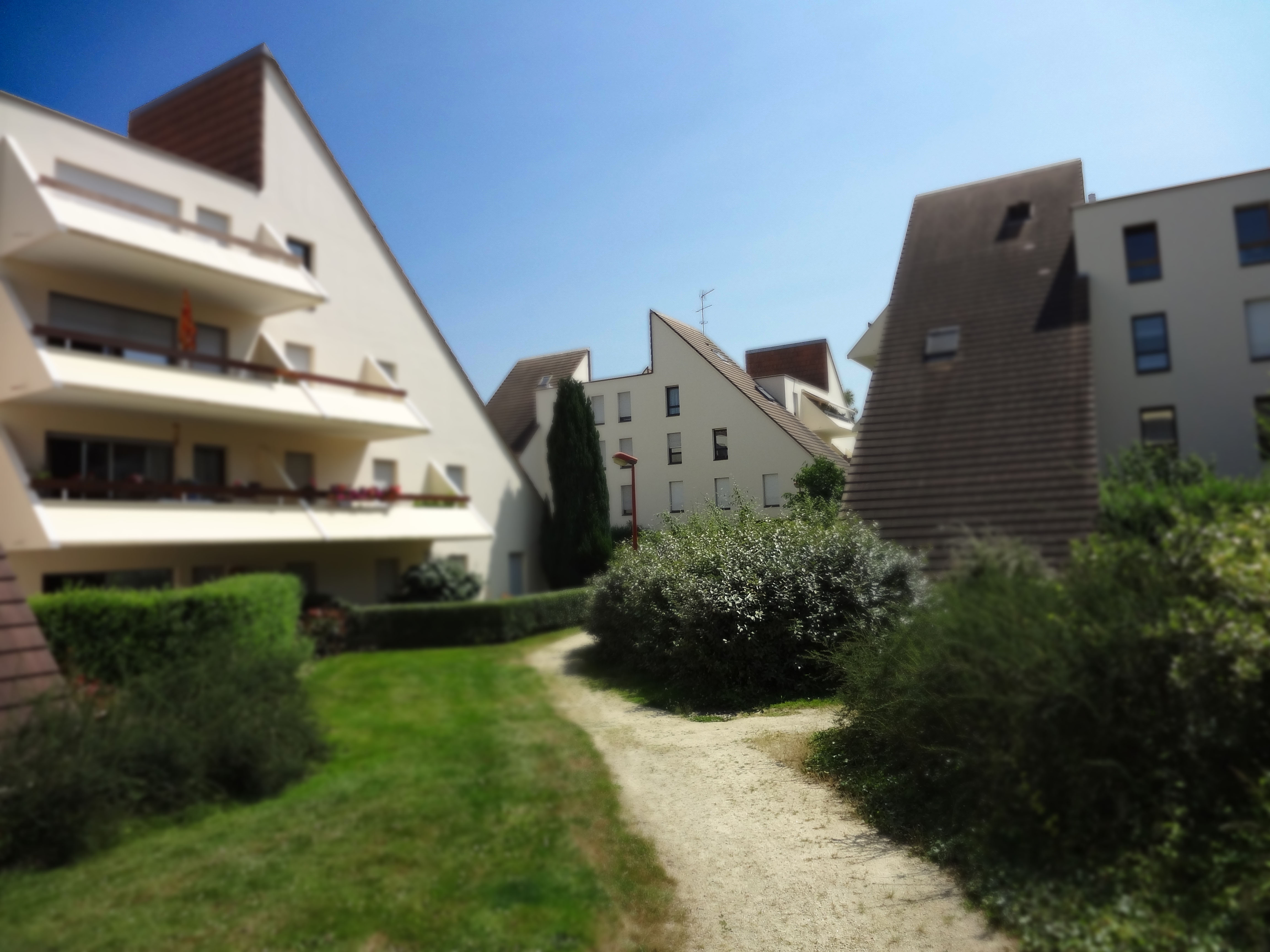
Immeubles triangulaires typiques du quartier
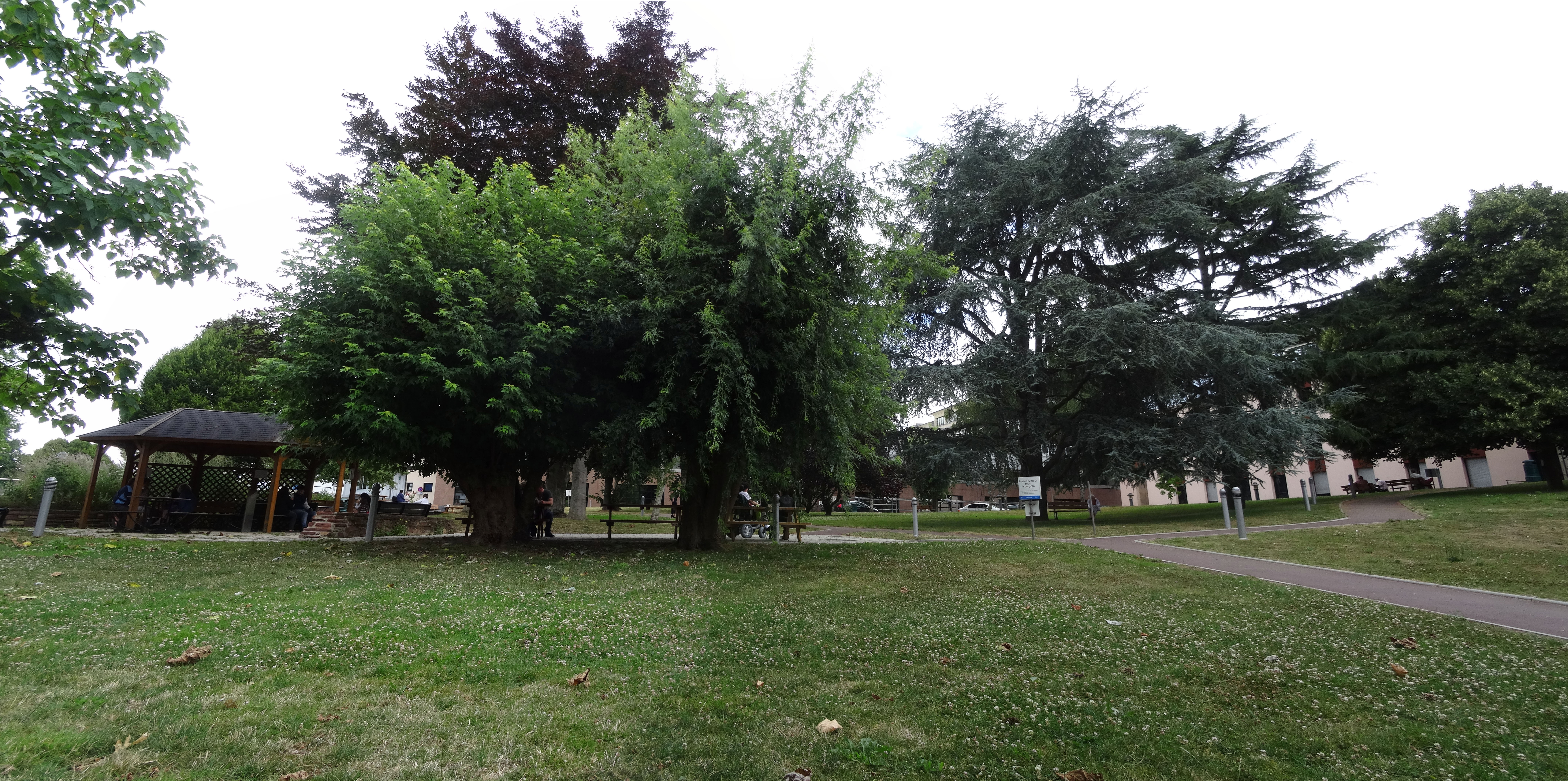
La polyclinique Saint-Laurent et son parc
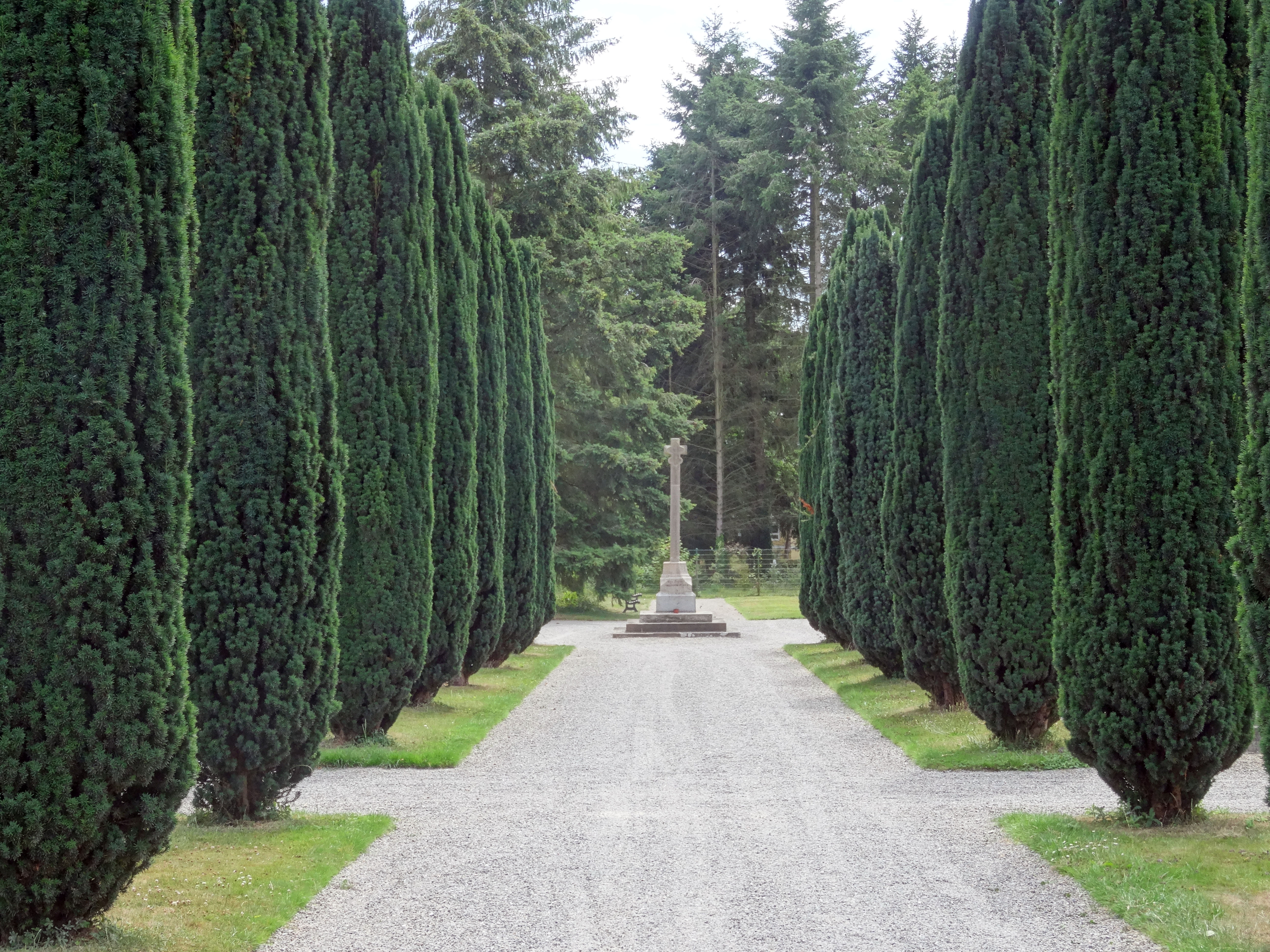
Cimetière Saint-Laurent

### Voies principales
- rue de la Héronière
- rue du Gast
- avenue des Gayeulles
- rue des Longs-Prés
- rue de Saint-Laurent

## Gayeulles
C'est un quartier peu urbanisé car essentiellement composé du Parc des Gayeulles et de sa base de loisirs. Le quartier et son parc sont délimités à l'ouest par l'avenue des Gayeulles qui sert de limite avec le quartier de Maurepas et au sud par la rue de Fougères qui fait la limite avec le quartier des Longs-Champs. Le parc est délimité au nord par la rocade, néanmoins les limites du quartier incluent également une vaste zone rurale situé au-delà de ce contournement routier, où se trouvent notamment Les Hautes Gayeulles et quelques autres écarts. Bien que situé sur la commune de Rennes, cette zone n'est pas urbanisée, conformément au modèle de ceinture verte, propre à la métropole rennaise, qui conduit à sauvegarder des zones agricoles immédiatement contiguës aux zones urbaines.
Avant d'être un parc, les Gayeulles outre ses fonctions agricoles, étaient essentiellement un hippodrome dont on devine la forme au sud-ouest du parc, à proximité de l'actuel rond-point, où la végétation est davantage constituée de prairies. L'hippodrome servait jadis de piste atterrissage pour les avions, avant la construction de l'actuel aéroport. Aujourd'hui, outre son parc, les Gayeulles permettent la pratique de nombreuses activités avec la présence d'une piscine, d'une patinoire, d'un parcours d'accrobranche, aires de jeux, terrains et salles de sports, jardins familiaux etc. C'est également au cœur du bois que l'on trouve le camping des Gayeulles.
Enfin, une zone d'activité tertiaire est présente au sud-est du quartier : la zone d'activité Saint-Sulpice, du nom de l'ancienne route la parcourant, actuellement rue du Pâtis Tatelin, davantage dans la continuité des Longs-Champs.
L'ouest des Gayeulles est desservi par la ligne C3 sur l'avenue des Gayeulles, le sud par les lignes 41ex, 50 et 70 sur la rue de Fougères, et enfin la ZA Saint-Sulpice par les lignes C4 et 34.

### Commerces et équipements

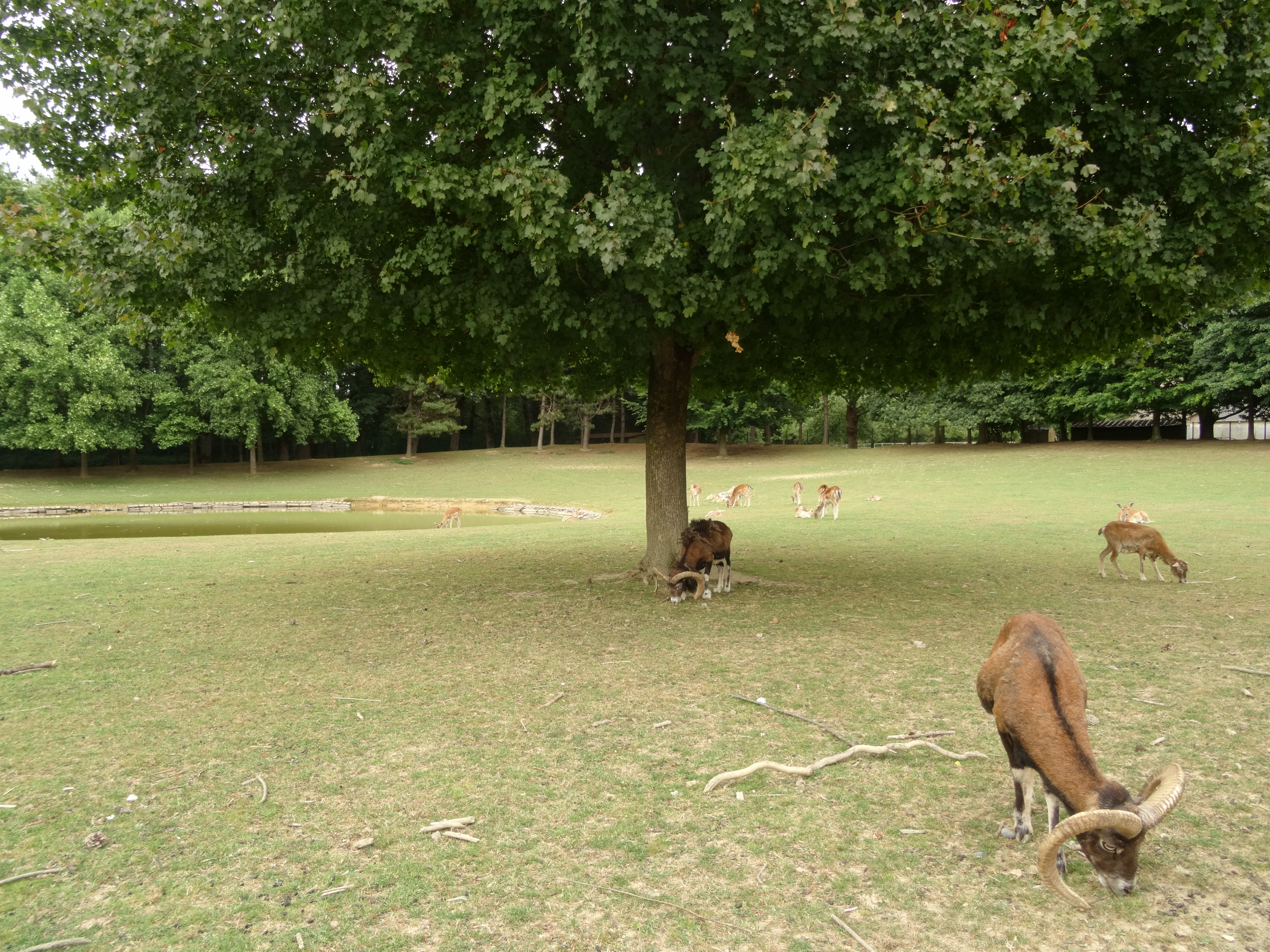
Parc des Gayeulles
- Piscine des Gayeulles
- Complexe sportif Gayeulles
- Complexe sportif Robert Launay
- Jardins familiaux des Gayeulles
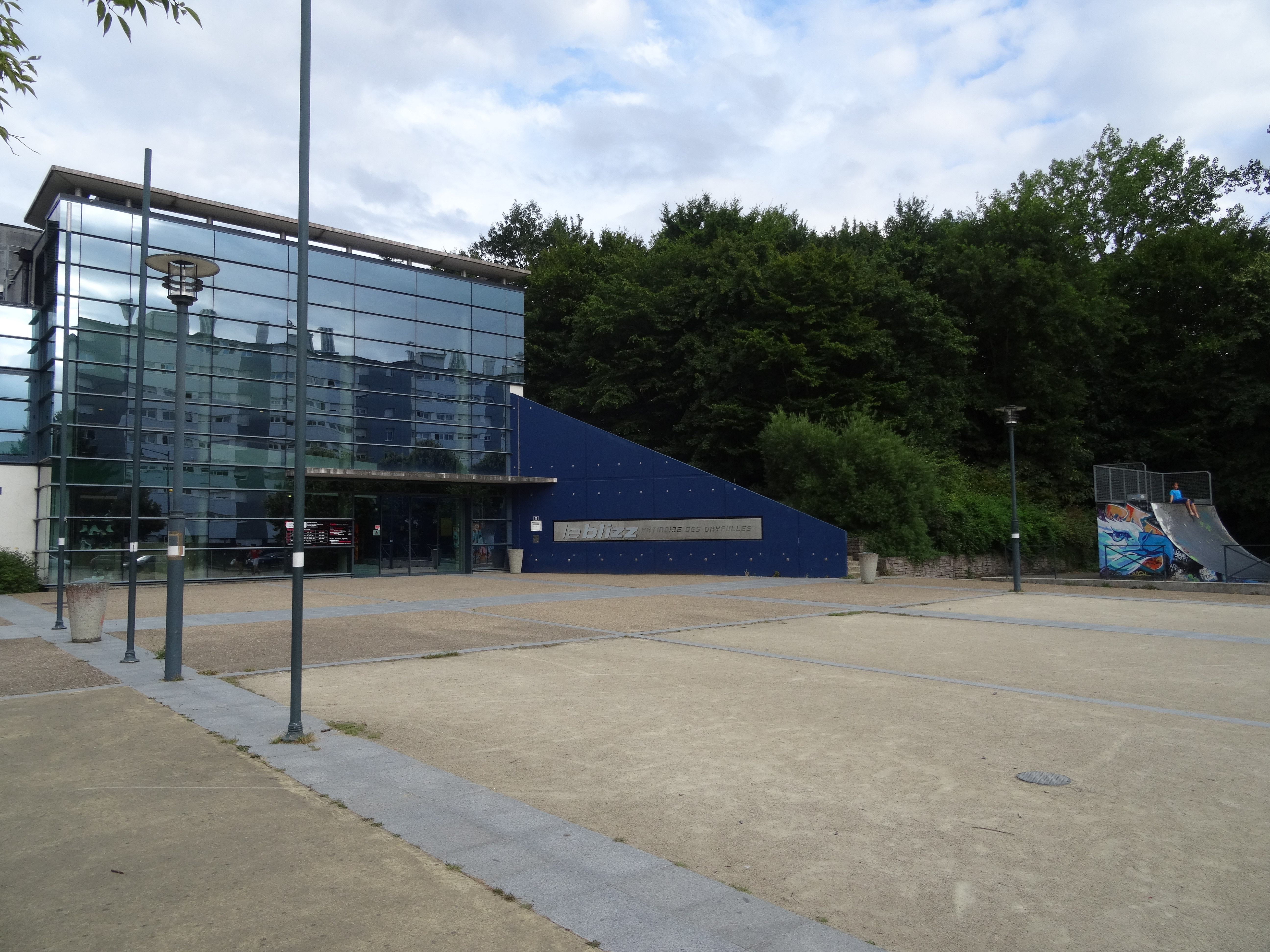
Patinoire Le Blizz
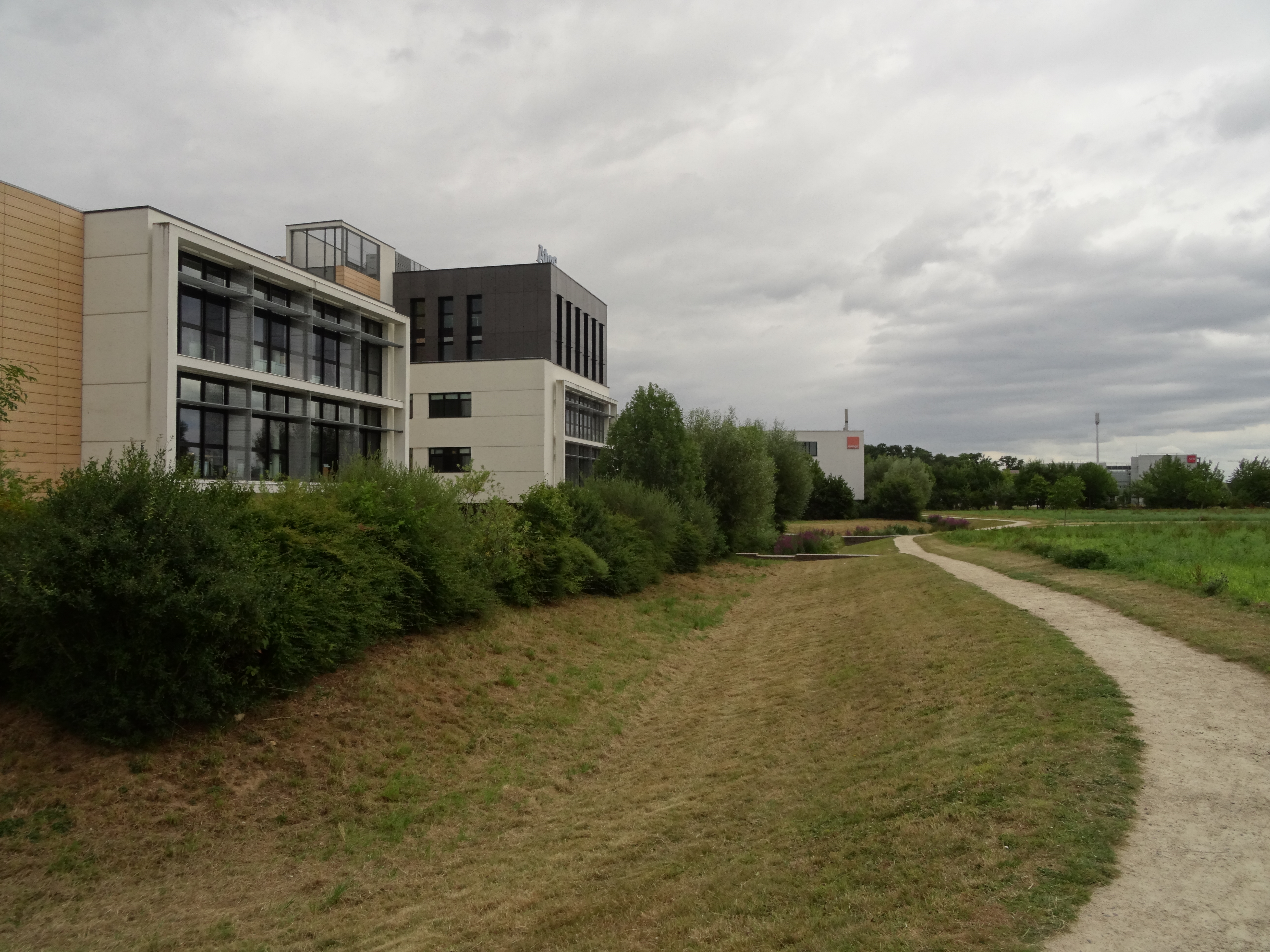
Zone d'activité Saint-Sulpice
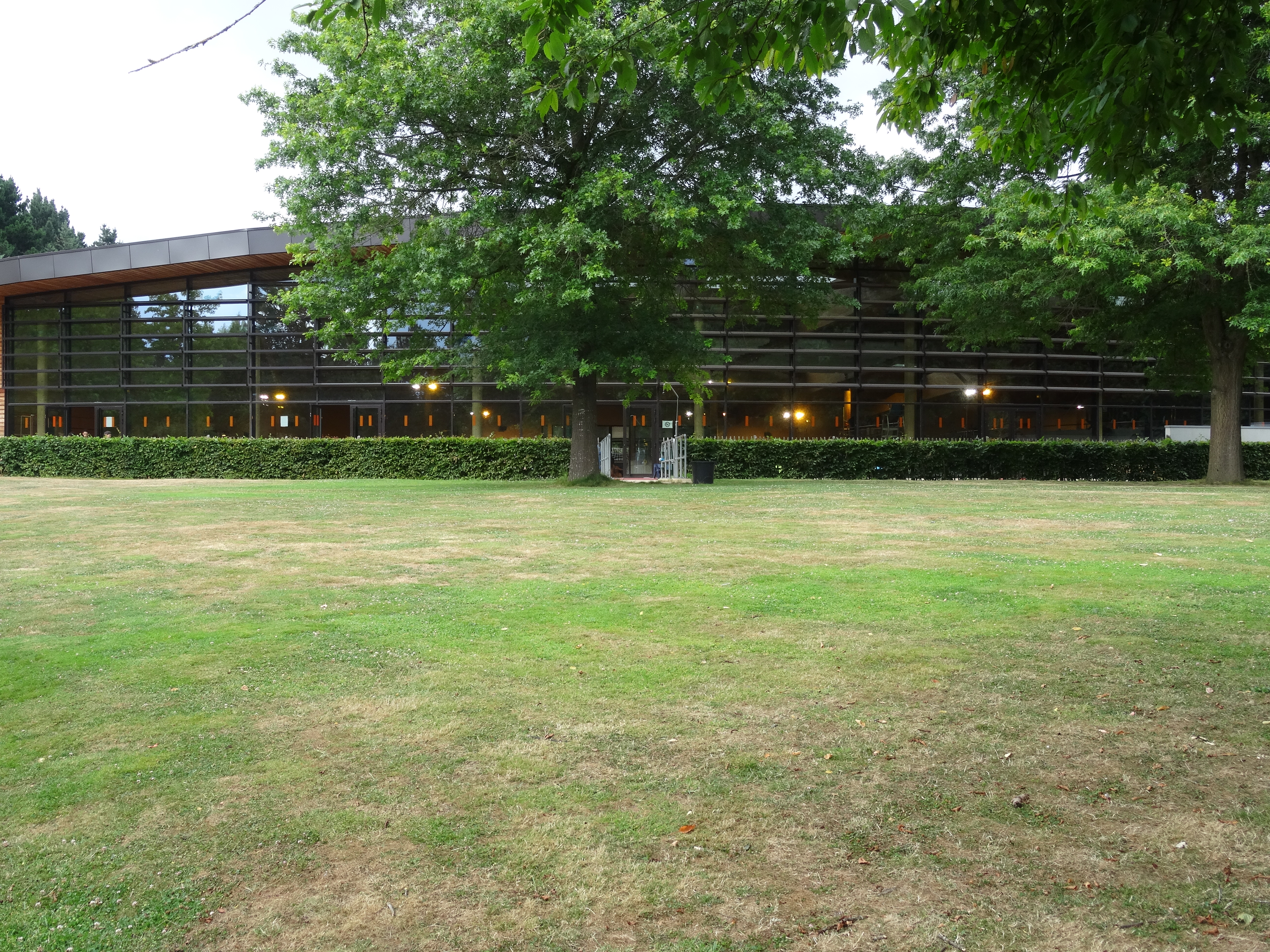
Piscine des Gayeulles

- Parc des Gayeulles
- Le Blizz
- Zone d'activité Saint-Sulpice
- Piscine des Gayeulles

### Voies principales
- route de Fougères
- avenue des Gayeulles
- rue du Pâtis Tatelin
- rue du Professeur Maurice Audin